# قائمة ملوك كوش
هذه القوائم غير المكتملة للملوك الكوشيين الذين عرفوا تاريخياً بإسم قور أو قورتي أو ارو، و الملكات الكوشيات اللاتي عرفن بأسم الكنداكة، بعض التواريخ تم تقديرها تقريبياً في حين ان التسلسل الزمني للقليل من الملوك تم التأكد منه بما في ذلك الملوك الكوشيين الذين حكموا مصر القديمة، أو الملوك الذين شهدت عهودهم غزوات شهيرة أو حملات تجارية كبيرة.
.

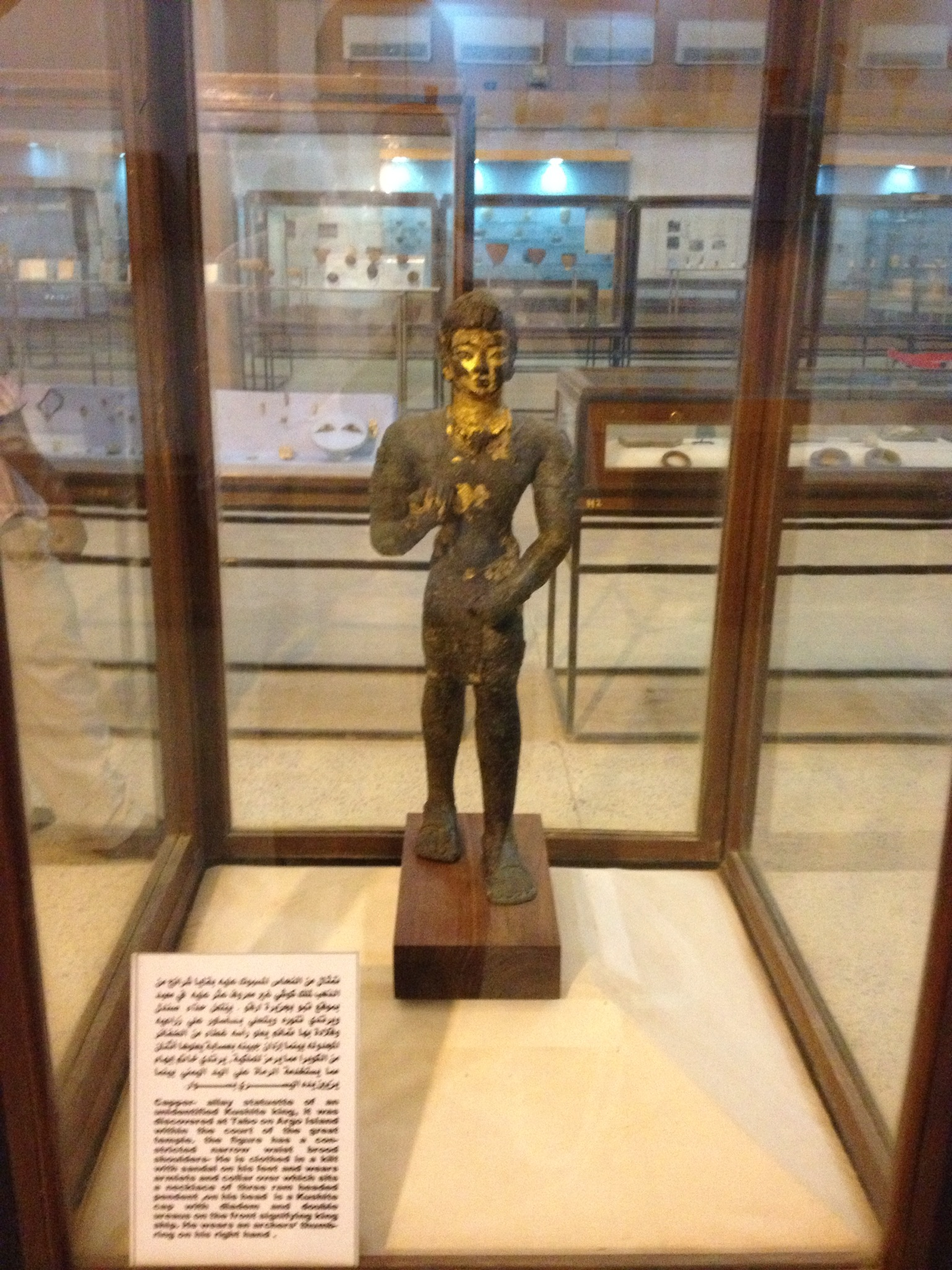
تمثال برونزي مطلي بالذهب لملك كوشي مجهول من متحف السودان القومي

وقد تم تقدير البقية بواسطة العالم فريتز هينتز وكانت القاعدة الأساسية لتقدير مدة الحكم هو حجم وروعة المدافن الملكية حيث يعكس ذلك طول مدة الحكم وحجم الإمكانيات والمصادر المالية والفنية لبناء قبر لائق للملك المعني، ورغم ذلك تبرز احياناً مشكلة التحديد القاطع لتبعية القبور لأصحابها. أكثر التواريخ تحديداً هي الخاصة بملوك الأسرة النوبية الخامسة والعشرون الذين غزوا مصر وضموها الي ملكهم، والملوك اللاحقين مثل: أسبالتا و اركماني و ناستاسن و بعض الكنداكات مثل شاناكداخيتي واماني ريناس و أماني شاخيتي و أماني تيري و أماني خاتاشان.

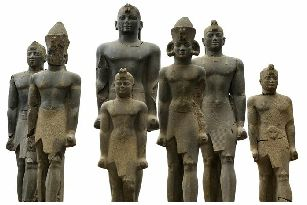
تماثيل تزكارية لملوك نبتة من الجرانيت والبازلت

لكن التسلسل الزمني للحقب المبكرة من الحضارة النوبية غير مكتمل حتي اليوم، فالمدافن الهرمية والقبور في السودان تحتوي علي أكثر من 14 ملكاً كوشياً تعود الي ماقبل عام 1020 قبل الميلاد حكموا في فترة ماقبل بعنخي ولم يعرف منهم سوي الملكين: الارا و كاشتا، ويحتمل ان يكون أحد القبور تابعاً للملك اسركماني الذي عرف بقيامه بتسيير الحملات الي مصر وعلي طول شواطئ البحر الأبيض المتوسط في شمال أفريقيا.

## ملوككوشفيكرمة
- ملك غير معروف: الفترة ما قبل العام 1020 قبل الميلاد.
- قبر محتمل للملكة ماكيدا ويحتمل أن تكون هي بلقيس ملكة سبأ الفترة ما بين 1005 إلى 950 قبل الميلاد.
- الملك اسركماني العام 950 قبل الميلاد.
- الكنداكة كادملو وجد نحت لها في معبد سمنة.

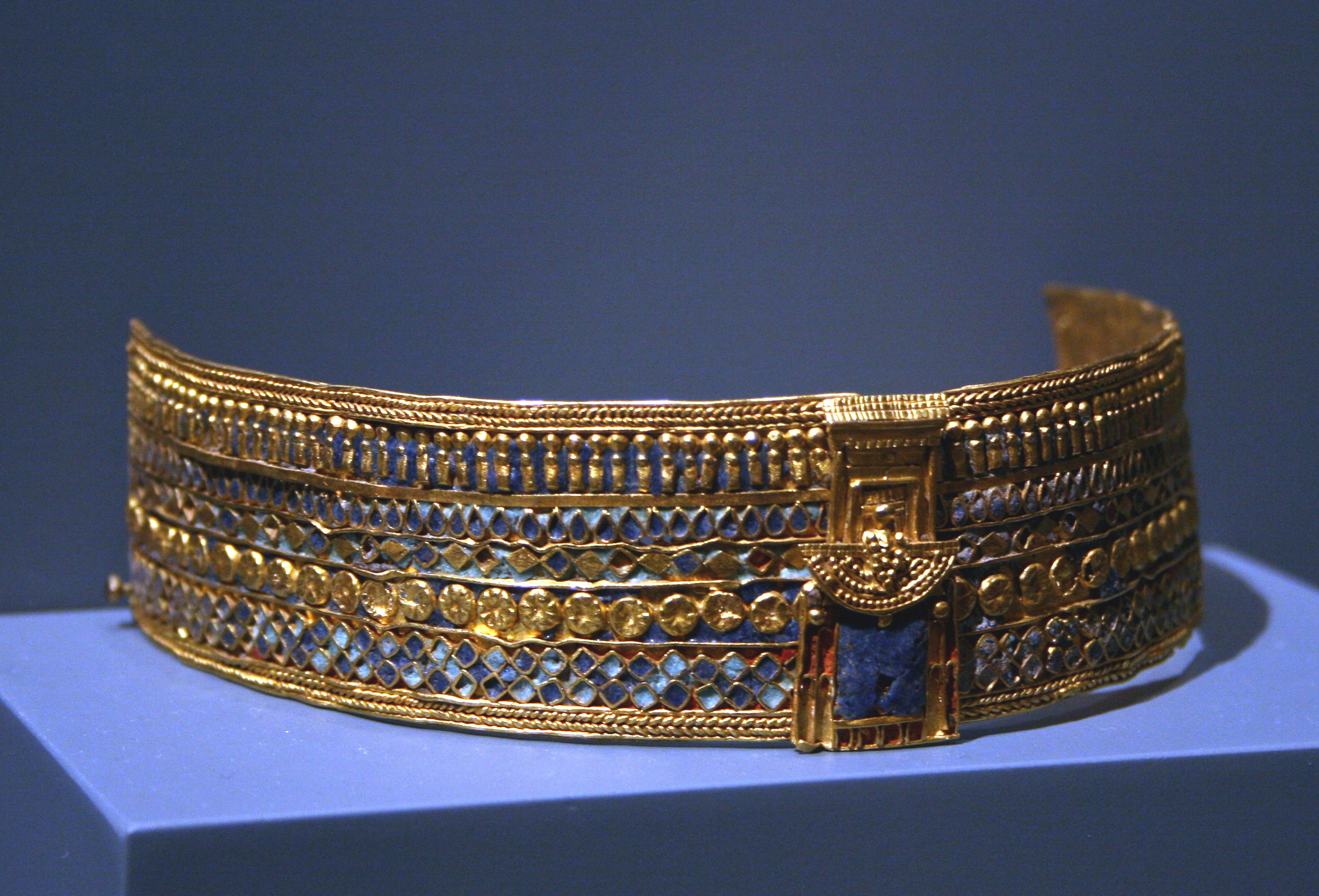
سوار الملكة أماني شكتو

## فترةنبتة
حقبة ما بعد انتقال العاصمة الكوشية من كرمة إلى نبتة
تبدأ هذه الفترة من عهد الملك كاشتا وتنتهي في عهد الملك مالنقين، وكانت نبتة هي مركز الحكم وبها القصر الملكي وكانت مروي مركزاً إقليمياً وكانت المقابر الملكية في مدينة الكرو التاريخية.
جري حصر وترتيب الملوك علي حسب كتاب دليل مملكة كوش لعالم الأثآر لازلو توروك.

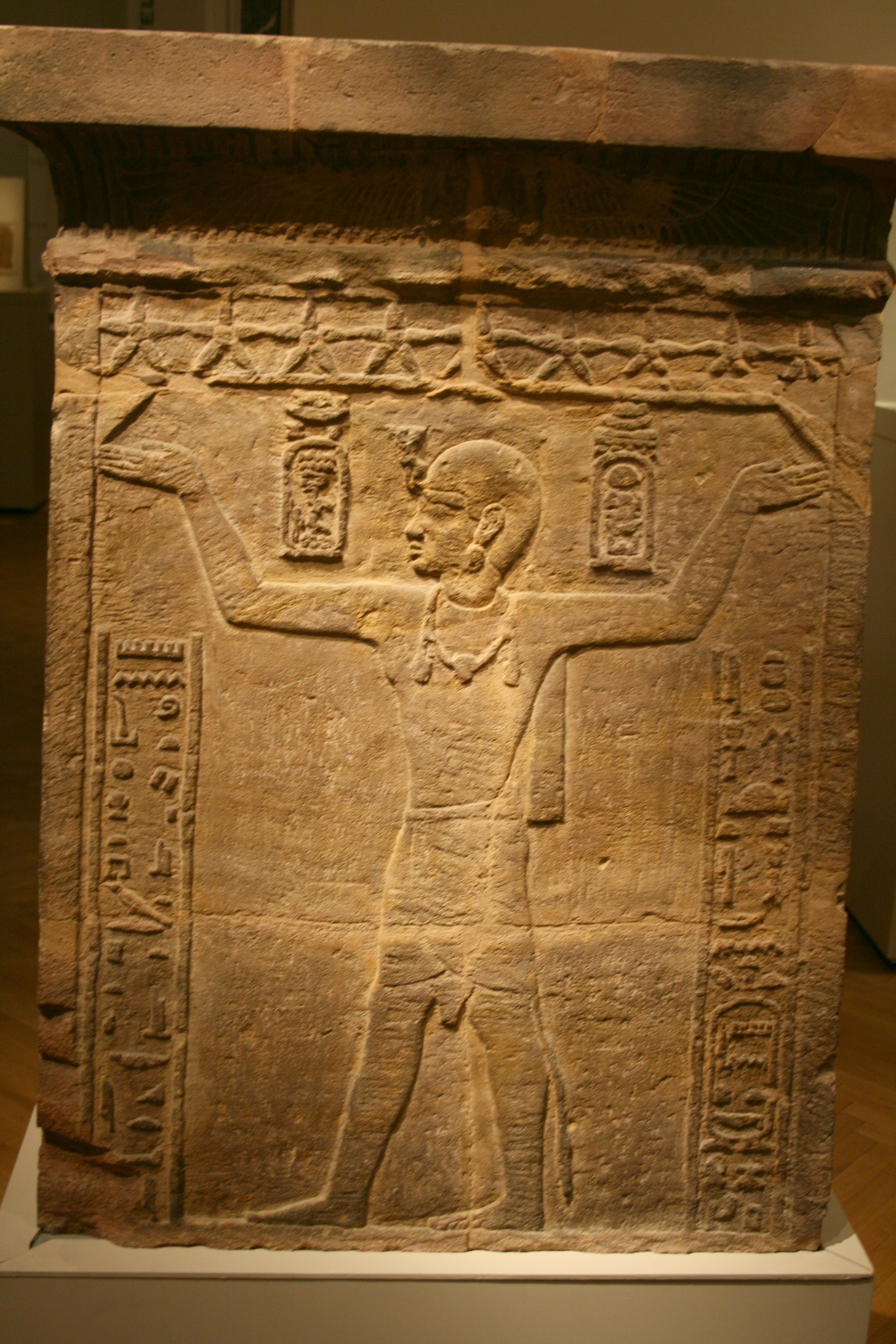
نحت بارز للملك نتكاماني من ود بانقا يعرض في متحف برلين المصري

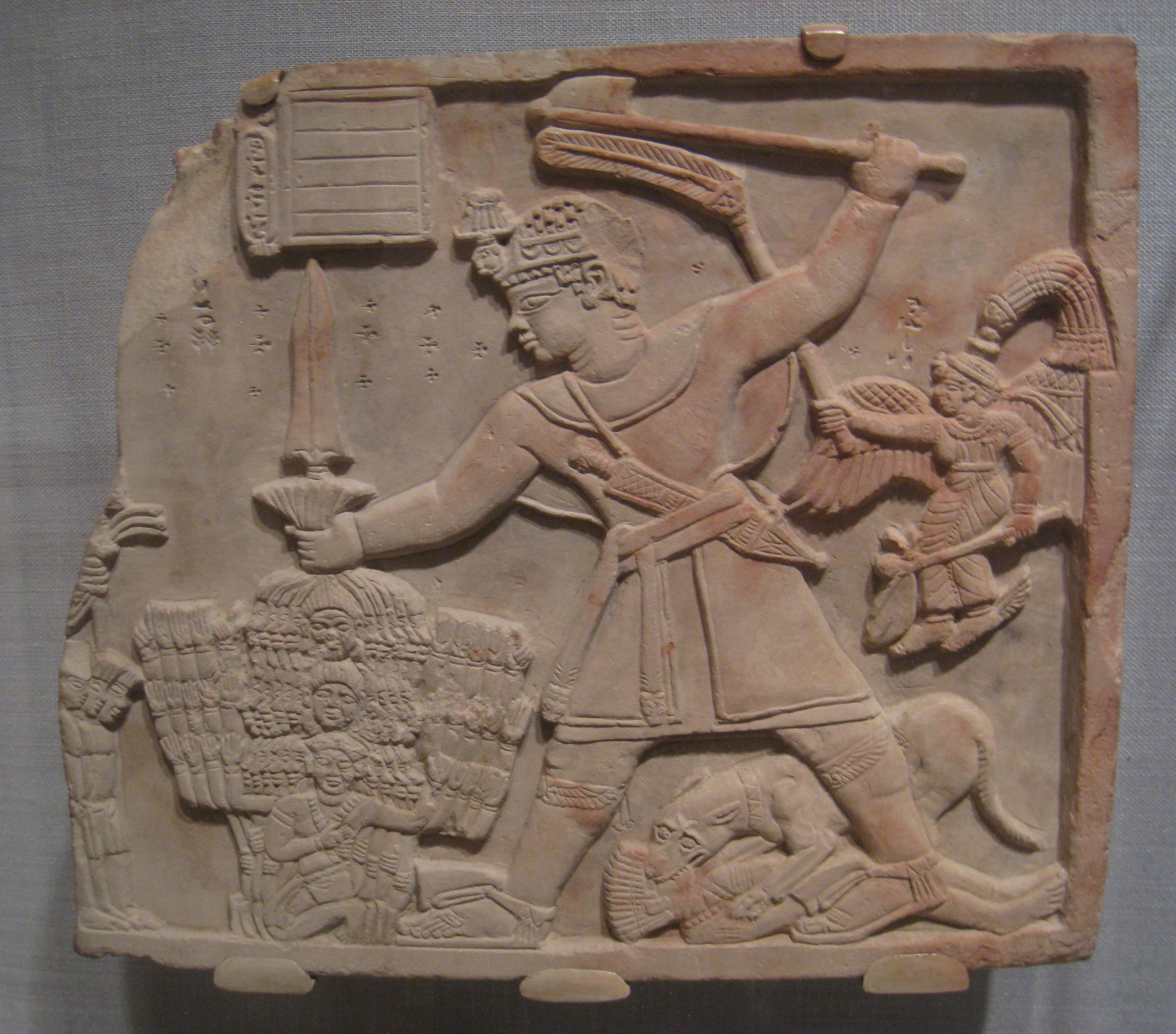
الأمير ارهانكرر يذبح أعدائه

| الرقم | أسم الملك   | التاريخ         | مكان الدفن          | الملكات                           |
| ----- | ----------- | --------------- | ------------------- | --------------------------------- |
| //    | الملك الارا | 795 حتي 752 ق.م | الكرو الهرم رقم 9 ؟ | الملكة كساقا (الكرو الهرم رقم 23) |
| 1     | الملك كاشتا | 765-752 ق.م     | الكرو الهرم رقم 8   | الملكة ببتما (الكرو الهرم رقم7 ؟) |

### الاسرة النوبية الخامسة والعشرون
بدأت هذه الأسرة بغزو بعانخي لمصر ، وحكمت الأسرة مصر لسبعة عقود.

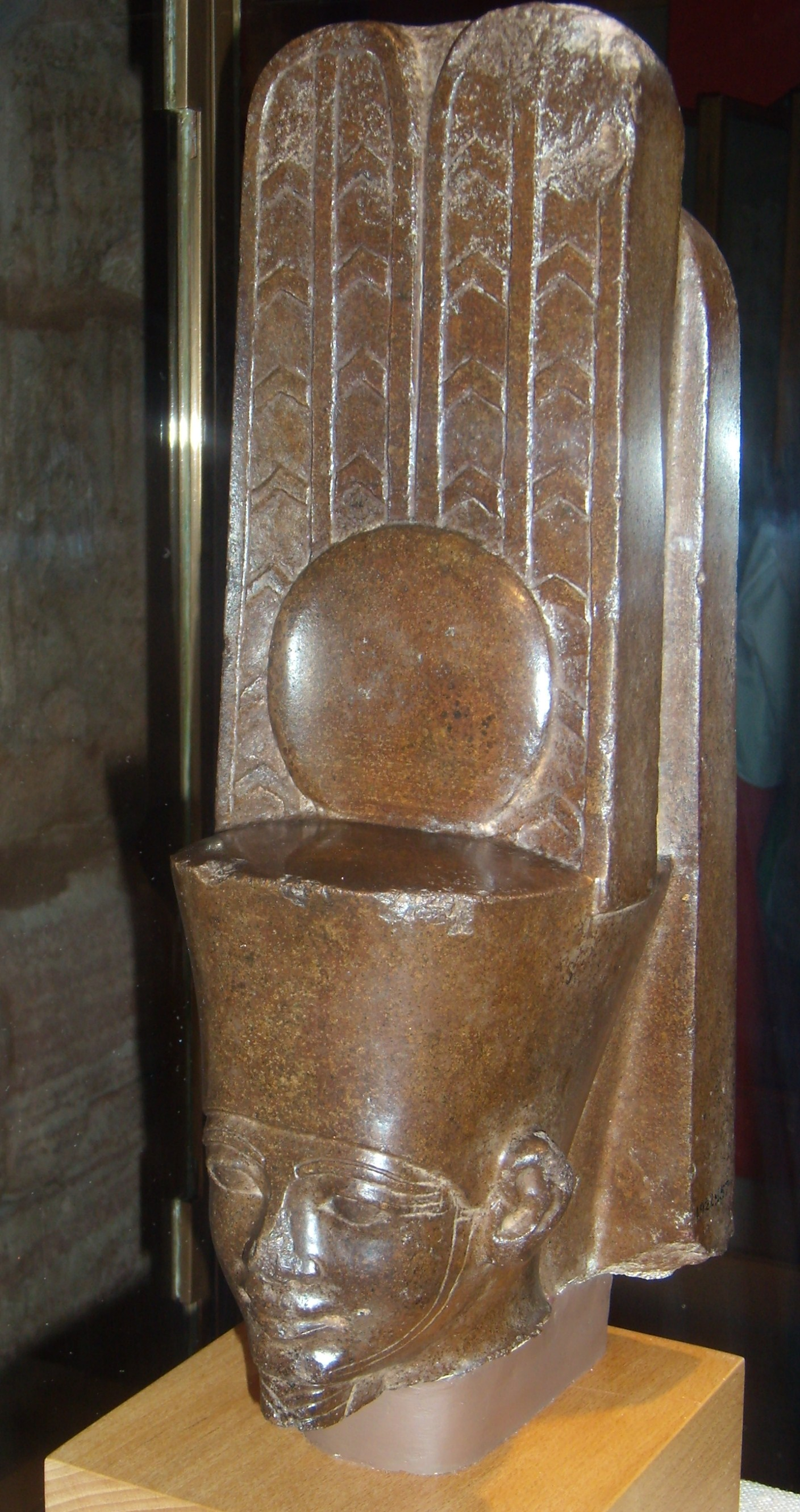
رأس تمثال الملك تنوت أماني كتب اسمه خلف التمثال(متحف اشموليون- أكسفورد)

| الرقم | أسم الملك              | التاريخ         | مكان الدفن         | الملكات |
| ----- | ---------------------- | --------------- | ------------------ | --- |
| 2     | الفرعون بعنخي (بعانخي) | 752-721 ق.م     | الكرو الهرم رقم 17 | الملكة تابيري (الكرو الهرم رقم 53) الملكة ابار (نوري الهرم رقم 53 ؟) الملكة خنسا (الكرو الهرم رقم 4) الملكة بكساتر (الكرو الهرم رقم 54) الملكة نفرو كاكاشتا (الكرو الهرم رقم 52) |
| 3     | الفرعون شباكا          | 721-707/706 ق.م | الكرو الهرم رقم 15 | الملكة قلهاتا (الكرو الهرم رقم 5) الملكة مسبات الملكة تابكنآمون؟ |
| 4     | الفرعون شبتكو          | 707/706-690 ق.م | الكرو الهرم رقم 18 | الملكة ارتي (الكرو الهرم رقم 6) |
| 5     | الفرعون طهارقة         | 690-664 ق.م     | نوري الهرم رقم 1   | الملكة دكهتنآمون (نوري الهرم رقم 21 ؟) الملكة أتخباسكن (نوري الهرم رقم 36) الملكة ناباري (الكرو الهرم رقم 3) الملكة تابكنآمون؟                                                   |
| 6     | الفرعون تنوت اماني     | 664-653 ق.م     | الكرو الهرم رقم 16 | الملكة بينكارتي الملكة [..] سلاكا الملكة مولا قاي؟ (نوري الهرم رقم 59) |

| ملوك الأسرة النوبية الخامسة والعشرون             |
| الارا كاشتا بعانخي شباكا شبتكو تهراقا تنوت اماني |

### المرحلة الثانية
الملوك النوبيون يحكمون من  مروي و نبتة ولا يسيطرون علي مصر.
| nr | أسم الملك        | التاريخ | مكان الدفن      | الملكات |
| -- | ---------------- | ------- | --------------- | --- |
| 7  | الملك اتلانيرسا  | 653-640 | نوري الهرم 20 ؟ | الملكة خالست الملكة ملوترا (نوري الهرم 41) الملكة يترو (نوري الهرم 53) الملكة بلتاسن الملكة تابا [..]                                            |
| 8  | الملك سنكامانسكن | 640-620 | نوري الهرم 3    | الملكة نسالسا (نوري الهرم 24) الملكة اماني ميلل ؟ (نوري الهرم 22 ؟)                                                                              |
| 9  | الملك انلماني    | 620-600 | نوري الهرم 6    | الملكة ميدكين ؟ (نوري الهرم 27) |
| 10 | الملك أسبالتا    | 600-580 | نوري الهرم 8    | الملكة ميدكين ؟ (نوري الهرم 27) الملكة هينتود خبت (نوري الهرم 28) الملكة اساتا (نوري الهرم 42) الملكة ارتاها (نوري الهرم 58)                     |
| 11 | الملك ارامتل كو  | 568-555 | نوري الهرم 9    | الملكة اتمتكا (نوري الهرم 55) الملكة بينك هار الملكة مولا تاسن (نوري الهرم 39) الملكة اماني تكاي (نوري الهرم 26) الملكة اخا(قا)؟ (نوري الهرم 38) |
| 12 | الملك مالنقين    | 555-542 | نوري الهرم 5    | الملكة تاقتل (نوري الهرم 45) |

## فترةمروي

### المرحلة الأولي
أتخذ الملوك النوبيون من مروي مقراً لحكمهم بدلاً عن نبتة، وكان بها القصر الملكي و معبد امون الرئيسي، وكان معبد امون في نبتة تحت التأسيس، ودفن ملوك هذه الفترة في نوري وبعض الملكات في مروي في الدفوفة الغربية.
| الرقم | أسم الملك              | التاريخ                          | مكان الدفن    | الملكات                              |
| ----- | ---------------------- | -------------------------------- | ------------- | ------------------------------------ |
| 13    | الملك انلاماني         | 542-538 ق.م                      | نوري الهرم 18 |                                      |
| 14    | الملك اماني نتاكي ليبت | 538-519 ق.م                      | نوري الهرم 10 |                                      |
| 15    | الملك كركاماني         | 519-510 ق.م                      | نوري الهرم 7  |                                      |
| 16    | الملك أماني ستبرقة     | 510-487 ق.م                      | نوري الهرم 2  |                                      |
| 17    | الملك سياسبقة          | 487-468 ) ق.م                    | نوري الهرم 4  | الملكة بيا كاكيو قا؟ (نوري الهرم 28) |
| 18    | الملك نساخما           | 468-463 ق.م                      | نوري الهرم 8  | الملكة سياسبيكا؟ (نوري الهرم 31)     |
| 19    | الملك مالي ويباماني    | 435 ق.م                          | نوري الهرم 11 |                                      |
| 20    | الملك تالاكماني        | 435-431 ق.م                      | نوري الهرم 16 |                                      |
| 21    | الملك اماني نتيركي     | 431-405 ق.م                      | نوري الهرم 12 | الملكة اتاسامل ؟                     |
| 22    | الملكة بسكاكيرن        | 405-404 ق.م                      | نوري الهرم 17 |                                      |
| 23    | الملك كرسيوتف          | 404-369 ق.م                      | نوري الهرم 13 | الملكة بتاهاليا الملكة بلكا؟         |
| 24    | ملك (غير معروف)        | (369-350 ق.م                     | الكرو الهرم 1 |                                      |
| 25    | الملك اكراتين          | 350-335 ق.م                      | نوري الهرم 14 |                                      |
| 26    | الملك اماني باكي       | النصف الثاني من القرن الرابع ق.م | ؟؟            |                                      |
| 27    | الملك نستاسن           | 335-315 ق.م                      | نوري الهرم 15 | الملكة ساكماك (نوري الهرم 56؟)       |

### المرحلة الثانية
ظل مقر الحكم والقصر الملكي في مروي، ودفن اغلب ملوك وملكات هذه الفترة في مروي في المقابر الشمالية وكان معبد امون النبتي يشكل اهمية قصوي للنوبيين في هذه المرحلة.
| الرقم | أسم الملك          | التاريخ                         | مكان الدفن                | الملكات             |
| ----- | ------------------ | ------------------------------- | ------------------------- | ------------------- |
| 28    | الملك اكتسينس      | بداية القرن الثالث ق.م          | جبل البركل الهرم 11 أو 14 | الكنداكة اليكاباسكن |
| 29    | الملك أرياماني     | النصف الأول من القرن الثالث ق.م | جبل البركل الهرم 11 أو 14 |                     |
| 30    | الملك كاش(...)     | النصف الأول من القرن الثالث ق.م | جبل البركل الهرم 15؟      |                     |
| 31    | الملك بعنخ رايك كا | النصف الأول من القرن الثالث ق.م | ؟؟                        |                     |
| 32    | الملك سبراكماني    | النصف الأول من القرن الثالث ق.م | جبل البركل الهرم 7        |                     |

### المرحلة الثالثة
هذه المرحلة من أهم مراحل إزدهار حضارة المروية وتم فيها تشييد العديد من مشاريع البناء، وكانت مروي هي مركز الحكم وبها القصر الملكي، وبها دفن كذلك اغلب ملوك هذه المرحلة في المقابر الشمالية والملكات في الدفوفة الغربية.
| الرقم | أسم الملك                           | التاريخ                                       | مكان الدفن             | الملكات                       |
| ----- | ----------------------------------- | --------------------------------------------- | ---------------------- | ----------------------------- |
| 33    | الملك اركماني (اركماني-قو، ارقمانس) | 270-260 ق.م                                   | البجراوية .القبر 6     |                               |
| 34    | الملك أمانيزلو                      | 260-250 ق.م                                   | البجراوية . القبر 6    |                               |
| 35    | الملك أمانتيخا                      | منتصف القرن الثالث ق.م                        | البجراوية. القبر 4     |                               |
| 36    | الملك شيشب-انق-ان-امون              | منتصف/اخر القرن الثالث ق.م                    | ؟؟                     |                               |
| 37    | الملك أرنيخاماني                    | منتصف/اخر القرن الثالث ق.م                    | البجراوية . الهرم 53   |                               |
| 38    | الملك أرقماني                       | الربع الثالث من القرن الثاني ق.م              | البجراوية . الهرم 7    |                               |
| 39    | الملك أديخليماني                    | القرن الثاني ق.م                              | البجراوية . الهرم 9    |                               |
| 40    | الملك [...]مر[...] ت                | القرن الثاني ق.م                              | البجراوية . الهرم 8    |                               |
| 41    | الملك ايان دكمان (ملك غير معروف)    | القرن الثاني ق.م                              | البجراوية . الهرم 10   |                               |
| 42    | الملكة شاناكداخيتي                  | نهاية القرن الثاني ق.م                        | البجراوية. الهرم 11    |                               |
| 43    | الملك تنيداماني                     | نهاية القرن الثاني ق.م /بداية القرن الأول ق.م | البجراوية . الهرم 12 ؟ |                               |
| 44    | الملك نكرنسن                        | بداية القرن الأول ق.م                         | البجراوية . الهرم 13   |                               |
| 45    | ملك (غير معروف)                     | بداية القرن الأول ق.م                         | البجراوية . الهرم 20   |                               |
| 46    | ملك (غير معروف)                     | منتصف القرن الأول ق.م                         | جبل البركل الهرم 1 ؟   |                               |
| 47    | الملك اقركماني                      | ميلادية 29 - 25 ق.م                           | ؟؟                     |                               |
| 48    | الملك ترياتيقاس                     | ميلادية 29 - 25 ق.م                           | جبل البركل الهرم 2     |                               |
| 49    | الملكة أماني ريناس                  | نهاية القرن الأول ق.م                         | جبل البركل 4           |                               |
| 50    | الملكة أماني شاخيتي                 | نهاية القرن الأول ق.م                         | البجراوية . الهرم 6    |                               |
| 51    | الملكة ناوي دماك                    | بداية القرن الأول الميلادي                    | جبل البركل الهرم 6 ؟   |                               |
| 52    | الملك أمانيخبالي                    | منتصف القرن الأول الميلادي                    | البجراوية . الهرم 2 ؟  |                               |
| 53أ   | الملك نتكامانى                      | منتصف/نهاية القرن الأول الميلادي              | البجراوية . الهرم 22   | الملكة اماني تاري (حكم مشترك) |
| 53ب   | الملكة أماني تيري                   | منتصف/نهاية القرن الأول الميلادي              | البجراوية . الهرم 1    |                               |

الأمراء ولاة العهد في زمن الكنداكة اماني تاري والملك نتكامانى :
- الأمير ارهانكرر.
- الأمير اركاكهتني.

### المرحلة الرابعة
هي مرحلة بداية افول الثقافة المروية، وهي نفس الحقبة التي شهدت هجوم مملكة أكسوم علي مروي عام 350 ميلادية، وقائمة الملوك والتواريخ من المصادر التالية:
- موسوعة كمبريدج لتاريخ أفريقيا للمؤلفين ج.د. فاج ود.أ. اوليفر.
- كتاب  مملكة كوش: الامبراطورية المروية النبتية للمؤلف ديريك أ.ويلسبي.
وفيما يبدوا لم يتم التنسيق فيما بين الباحثين أعلاه لكن الأقرب للصواب هو القائمة التالية:
| أسم الملك              | التاريخ                     | مكان الدفن                |
| ---------------------- | --------------------------- | ------------------------- |
| الملك شوركرور          | القرن الأول الميلادي        | البجراوية . الهرم 10      |
| الملك بساكر            | القرن الأول الميلادي        | البجراوية. الهرم 15       |
| الملك امانيتراقايد     | القرن الأول الميلادي        | البجراوية. الهرم 16       |
| الملك امانيتنممايد     | القرن الأول الميلادي        | البجراوية. الهرم 17       |
| الملكة اماني كتاشن     | القرن الأول الميلادي        | البجراوية. الهرم 18       |
| الملك تري تنايد        | القرن الأول الميلادي        | البجراوية. الهرم 40       |
| الملك تكرديماني الأول  | القرن الاول/الثاني الميلادي | البجراوية. الهرم 28       |
| الملك تكرديماني        | القرن الثاني الميلادي       | البجراوية. الهرم 34 أو 27 |
| الملك ادكتالي          | القرن الثاني الميلادي       | البجراوية. الهرم 41       |
| الملك تكاديمني         | القرن الثاني الميلادي       | البجراوية. الهرم 29       |
| الملك تاريكينوال       | القرن الثاني الميلادي       | البجراوية. الهرم 19       |
| الملك امانيكالكا       | القرن الثاني الميلادي       | البجراوية. الهرم 32       |
| الملك ارتني اسبوكا     | القرن الثاني الميلادي       | البجراوية. الهرم 30       |
| الملك امانيكيراكرم     | القرن الثاني الميلادي       | البجراوية. الهرم 37       |
| الملك ترتداكاتي        | بداية القرن الثالث الميلادي | البجراوية. الهرم 38       |
| الملك ارياسبوكا        | بداية القرن الثالث الميلادي | البجراوية. الهرم 36       |
| الملك تكرديماني الثاني | القرن الثالث الميلادي       | ؟؟                        |
| الملكة مولاقورابار؟    | القرن الثالث الميلادي       | البجراوية. الهرم 27       |
| الملك يسبوكيماني؟      | القرن الثالث الميلادي       | البجراوية. الهرم 24       |
| الملكة لكديمني؟        | القرن الرابع الميلادي       | البجراوية. الهرم 26       |

(التسلسل غير معروف فيما يلي هذه الفترة)

## وصلات خارجية
- نهوض مملكة كوش للمؤلف براين يار.
- فيتز هينتز, "تسلسل التاريخ المروي:الأخطأ والتوقعات ".
- لازولا توروك, "احدث تطورات التسلسل الزمني لمملكة مروي".
- الألقاب النوبية في التسلسل الكوشي.
- الكنداكة من موقع أكتشف النوبة.